# No es obsesión
No es obsesión es una canción cantada por el grupo mexicano Onda Vaselina, incluida en su disco Vuela más alto (1998).
Esta canción fue lanzada como el segundo sencillo del CD.

## Video musical
Los integrantes de Onda Vaselina están en antro con un look rebelde. Otra parte del video a fuera de un edificio estaban vestidos de blanco.
- Datos: Q6043734